# Landuh
Landuh is een bestuurslaag in het regentschap Aceh Tamiang van de provincie Atjeh, Indonesië. Landuh telt 3227 inwoners (volkstelling 2010).